# Isle, Haute-Vienne
Isle este o comună în departamentul Haute-Vienne din centrul Franței. În 2009 avea o populație de 7.452 de locuitori.

## Evoluția populației
| An        | 1975  | 1982  | 1990  | 1999  | 2006  | 2009  |
| --------- | ----- | ----- | ----- | ----- | ----- | ----- |
| Populație | 5.808 | 6.863 | 7.292 | 7.691 | 7.547 | 7.452 |